# Alexander Kröckel
Alexander Kröckel, né le 12 mars 1990 est un skeletoneur allemand. Il débute en équipe nationale en 2007 et devient champion du monde junior en 2011.

## Carrière
Il débute en Coupe du monde en 2011 à Königssee et réussit à monter sur le podium dès l'année suivante à Altenberg puis à Königssee, il prend également le bronze aux Championnats d'Europe. Lors de la saison 2012-2013, il réalise deux deuxièmes places et se classe troisième au général derrière les frères Dukurs.

## Palmarès

### Jeux olympiques
- Meilleur résultat : 9e en Sotchi 2014.

### Championnats du monde de skeleton
- Meilleur résultat : 9e en  2011

### Championnats d'Europe de skeleton
- médaille de bronze : en 2012.

### Coupe du monde de skeleton
- Meilleur classement général : 3e en 2013.
- 4 podiums individuels dont 3 deuxièmes places et 1 troisième place.